# Probolodus heterostomus
Probolodus heterostomus es una especie de peces de la familia Characidae en el orden de los Characiformes.

## Morfología
Los machos pueden llegar alcanzar los 8,1 cm de longitud total y las hembras 10,4.

## Alimentación
Come  escamas de peces, insectos, crustáceos pequeños y materia vegetal.

## Hábitat
Vive en zonas de clima tropical.

## Distribución geográfica
Se encuentran en Sudamérica:  cuencas fluviales costeras del sureste del Brasil.